# Orljava
Orljava je rijeka u Hrvatskoj, lijeva pritoka rijeke Save.

## Opis
Izvire ispod Psunja na nadmorskoj visini višoj od 800 metara i teče od zapada prema istoku. U nju se ulijevaju sve vode gorskih potoka što okružuju Požešku kotlinu.
U Požegi u Orljavu utječe njezin najveći pritok s Papuka – Veličanka i najveći potok s Požeške gore – Vučjak. 
Pokraj Pleternice prima pritoku Londžu i mijenja smjer otjecanja prema jugu između Požeške i Dilj gore. Rijeke Orljava i Londža pogodne su za ribolov, a slap na Orljavi kod Pleternice poznato je ribolovno i izletničko mjesto. Ulijeva se u Savu između Pričca i Slavonskog Kobaša.
Od izvora do utoka duga je 89 kilometara. 

## Etimologija
Riječ orljava u hrvatskom rječniku označava bučno prolaženje, probijanje (ako govorimo o brzoj rijeci ili potoku).